# Missjön (Lövångers socken, Västerbotten, 715593-175847)
Missjön är en sjö i Skellefteå kommun i Västerbotten och ingår i Mångbyåns huvudavrinningsområde. Sjön har en area på 0,301 kvadratkilometer och ligger 35 meter över havet. Sjön avvattnas av vattendraget Mångbyån.

## Delavrinningsområde
Missjön ingår i det delavrinningsområde (715526-175955) som SMHI kallar för Inloppet i Ängessjön. Medelhöjden är 44 meter över havet och ytan är 7,97 kvadratkilometer. Räknas de 5 avrinningsområdena uppströms in blir den ackumulerade arean 42,32 kvadratkilometer. Avrinningsområdets utflöde Mångbyån mynnar i havet. Avrinningsområdet består mestadels av skog (78 procent) och sankmarker (12 procent). Avrinningsområdet har 0,3 kvadratkilometer vattenytor vilket ger det en sjöprocent på 3,7 procent.